# Good Neighbor International Bridge
Die Good Neighbor International Bridge, auch Stanton Street Bridge, ist eine Brücke zwischen den Städten El Paso, Texas, USA und Ciudad Juarez, Mexiko, die über den Rio Grande führt. Die 270 Meter lange Brücke, die 1967 eröffnet wurde, ist eine von vier Brücken, die den Rio Grande in El Paso überqueren.

## Nutzung
Die Good Neighbor International Bridge wird durch Autoverkehr genutzt. Die Brücke verfügt über vier Fahrstreifen, von den drei in Richtung Süden, also nach Mexiko führen. Ein Fahrstreifen führt nordwärts in die USA. Dieser wird von der Zoll- und Grenzschutzbehörde der USA kontrolliert.